# Lancelot Holland (coronel)
Lancelot Holland fue un coronel del ejército británico que participó de la fracasada Segunda invasión inglesa al Río de la Plata. Aunque no destacó en su carrera, sus memorias de la campaña son una importante fuente histórica del conflicto.

## Biografía
Lancelot Holland (o Launcelot) nació en 1781 en Langley Farm, Beckenham, Kent, quinto hijo del arquitecto Henry Holland y Bridget Brown, hija del jardinero Capability Brown.
Ingresó como insignia en el Regimiento N° 1 de Guardias de Infantería (1st Foot Guards), también conocido como los Guardias Granaderos, el 27 de octubre de 1798.
Sin pasar por el grado intermedio de teniente fue promovido directamente al de capitán el 25 de noviembre de 1799. Permaneció con su regimiento estacionado en territorio inglés (Londres, Colchester, Chatham).
El 1 de noviembre de 1804 fue ascendido a mayor y sirvió como asistente del cuartel general británico en Irlanda.
Tras permanecer algún tiempo en Alemania, el 18 de febrero de 1806 regresó a Inglaterra. En los siguientes meses vio morir a su sobrina, a su padre y se comprometió con Charlotte Mary Peters (1788-†1876), hija de Henry Peters y Charlotte Mary, de Londres, en el que llamó "el día más feliz de mi existencia".
En septiembre su amigo el general Robert Craufurd, quien debía encabezar una expedición contra Tenerife, le ofreció un puesto en su estado mayor, pero Holland no aceptó. Lamentando su decisión, escribió a Craufurd quien aceptó incorporarlo.

### Invasión al Río de la Plata
El proyecto fue cambiando: tras Tenerife debía marchar al Río de la Plata y finalmente se decidió que era demasiado tarde para atacar Tenerife y se optó por marchar directamente contra América del Sur.
Holland debió posponer su casamiento y el 16 de septiembre de 1806 "a manera de una especie de consuelo el duque de York tuvo la deferencia de nombrarme ayudante segundo del General con el grado de teniente coronel".
El 12 de noviembre partía de Falmouth a bordo del HMS Spencer (74 cañones, capitán Robert Stopford) y el 20 de marzo de 1807 arribaba a Ciudad del Cabo, recientemente conquistada por los británicos.
El 5 de abril reembarcaba, ahora en el HMS Polyphemus (64 cañones, capitán Peter Heywood), buque insignia del vicealmirante George Murray, rumbo al Río de la Plata.
El 27 de mayo alcanzaron la boca del estuario y tuvieron noticias por el capitán del HMS Unicorn de que el general John Whitelocke había llegado a Montevideo para ponerse al frente de la expedición.
Con fuertes vientos contrarios recién desembarcó en Montevideo el 15 de junio. El 18 de junio embarcó en el Lord Chesterfield, mercante cuyo capitán lo había puesto a disposición del comando británico. El 24 de junio arribó a Colonia del Sacramento y el 25 llegó el general John Lewison Gower quien "había dejado al general Whitelocke con el resto de las tropas a 16 millas de la Ensenada de Barragán y traía órdenes de que evacuáramos Colonia y nos uniéramos a él de inmediato".
El 26 de junio dejó Colonia, al atardecer se reunió con la flota y al anochecer participó de la junta de guerra a bordo del Nereid (26 cañones, capitán Robert Corbett) en que se resolvió que el desembarco se efectuaría la mañana siguiente entre Punta Lara y Ensenada, encabezado por su Brigada y guiados por la goleta Flying Fish (teniente Goodard).
El 27 de junio el viento no permitió desembarcar. Al despuntar el día 28 de junio de 1807 los botes de desembarco "desatracaron sin ningún orden ni método, de modo que no sólo los de la primera Brigada, sino los de casi todos los regimientos de la expedición partieron juntos"'.
Holland y Archibald Campbell subieron a un bote del Chesterfield y siguieron a Craufurd, el primero en partir en reconocimiento a la costa. Al desembarcar compraron caballos a jinetes portugueses.
Tras hacer noche con Craufurd y Campbell en la casa del vecino Duval, en la mañana del 29 con una compañía de fusileros efectuó un reconocimiento de 5 km divisando a lo lejos una partida española y a la una de la tarde la vanguardia al mando de Craufurd con 9 compañías del batallón ligero (teniente coronel Theodore Denis Pack) y 4 compañías de la Brigada de rifleros (mayor Travers) inició su avance.
Al llegar al mismo punto que en la mañana recibieron fuego de la partida enemiga sin sufrir bajas y finalmente pasaron la noche en la estancia de Pedro Arroyo.
El 30 de junio recibieron instrucciones de ponerse junto con la brigada de William Lumley a las órdenes de Gower, jefe de la vanguardia, y a las 14:30 reiniciaron la marcha avanzando unos cuatro km hasta hacer noche a la vera de dos arroyos en terreno pantanoso.
En la mañana del 1 de julio Craufurd ordenó a Holland hacer un puente sobre los arroyos y avanzaron unos cinco km, donde "el general Whitelocke se acercó hasta nosotros lleno de dudas y de dificultades. Parecía no saber que hacer". Finalmente les "alegró separarnos de él y avanzar" hacia Reducción y tras superar ese punto al anochecer se encontraban a la vista de la ciudad de Buenos Aires.
En la mañana del 2 de julio se reunió con ellos el norteamericano Guillermo Pío White quien ofició de guía.
La vanguardia inició la marcha a las 9 y media de la mañana. Cuando el comandante de la defensa Santiago de Liniers vio que Gower rehuía la acción frontal y marchaba sobre el paso de Burgos, con lo que sería ineludiblemente flanqueado, mandó su caballería para que en un ataque de flanco intentará detener o demorar el cruce mientras él repasaba el Riachuelo y se adelantaba para oponerse en la ribera opuesta.
Ya cerca del paso Gower encontró un cuerpo de milicias de caballería. La brigada Craufurd formó en línea a la derecha y después de unas descargas de fusilería y unos tiros de cañón la caballería se dispersó.

#### Miserere
Poco después del mediodía Craufurd, Holland y sus hombres cruzaron el vado y se desplegaron en vanguardia detectando a las fuerzas de Liniers en marcha a los Corrales de Miserere.
Ante la anticipación de Liniers, Craufurd "solicitó que se le permitiera avanzar con su brigada, y considerando que era demasiado tarde y que la brigada al mando del brigadier general Lumley, que para aquel entonces estaba exhausta por la severidad de la marcha, no podría llegar a este punto antes de la noche, le ordené al brigadier Craufurd que avanzara".
Las excelentes tropas del 95 y del batallón ligero que componían la división Craufurd, "algo inferior a 900 hombres", iniciaron el avance hacia Miserere. Tras una marcha forzada Liniers llegó primero y formó sus tropas y sus once cañones en línea tras cercos de tunas.
Los británicos llegaron poco después y a instancias de Craufurd, Gower resolvió atacar sin esperar la reunión de Lumley: "Al ver que la línea que yo ocupaba estaba algo en diagonal a la que el enemigo había tomado, pensé que perdería menos hombres haciendo un ataque inmediato en vez de esperar que se me uniera la brigada del brigadier general Lumley y ordené al brigadier general Craufurd que atacara su línea a la bayoneta, en lo cual tuvo tanto éxito, que en pocos minutos la infantería del enemigo fue completamente derrotada y diez piezas de artillería estaban en nuestro poder."
En efecto, recibidos con fuego nutrido pero que después de la primera descarga fue mal dirigido, la división de Robert Craufurd se desplegó por escalones de compañías a la izquierda y cargó a la bayoneta con sus dos batallones a las órdenes de Pack y de Travers empujando a la fuerza de Liniers a través del matadero y consiguiendo desalojar y dispersar a las fuerzas patriotas en pocos minutos.
Craufurd persiguió a estos hasta pasar la actual calle Callao, donde empezaban las casas, donde ya caída la noche se detuvo para reorganizar la brigada con la intención de penetrar hasta el fuerte. Allí recibió órdenes de Gower, transmitidas por el capitán John Squires, comandante de ingenieros de la expedición, de retroceder a la línea de los corrales. Craufurd pidió a Gower por intermedio de Squires que revisara su orden y lo autorizara a sostener el ataque, al menos hasta encontrar resistencia seria, pero Gower envió una segunda orden perentoria para que se retirase: "El mayor general dijo que nuestros heridos, que no eran más de 8 oficiales y 34 o 35 soldados, estaban expuestos a ser aislados por partidas dispersas del enemigo que todavía estaban en el terreno".
Craufurd, después de dejar una avanzada de tres compañías, tuvo que retroceder al matadero de acuerdo a sus órdenes, para encontrarse que la posición estaba ya cubierta por Lumley:"Para cuando la infantería ligera volvió a formarse y se colocó una reserva sobre la artillería que había sido capturada ya era casi oscuro. La brigada del general Lumley había llegado en ese momento y tomó una excelente posición a la derecha de la división del brigadier general Craufurd. Yo decidí permanecer en esa posición hasta que se me uniese el resto del ejército."

#### Ataque a Buenos Aires

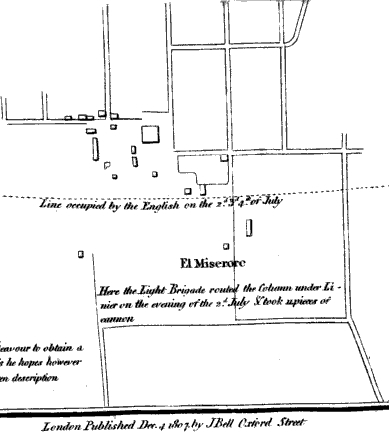
Líneas británicas tras el combate de Miserere.

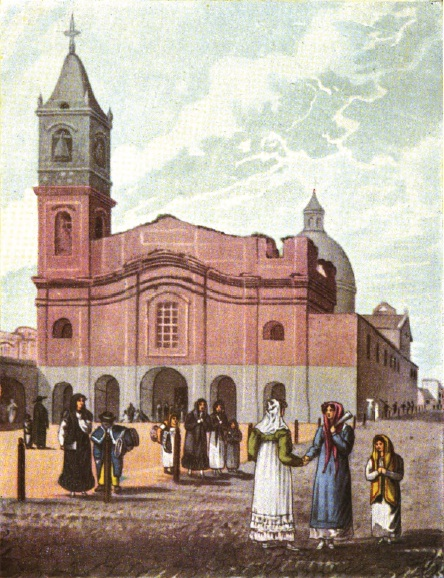
Iglesia de Santo Domingo (1817)

Durante las mañanas del 3 y 4 de julio los hombres de Craufurd recibieron fuego de partidas enemigas. Fijado el plan de ataque, Holland partió con Craufurd en reconocimiento de los caminos que habrían de seguir sus columnas.
El día 5 de julio "A las 6 de la mañana las columnas se pusieron en marcha. La Brigada del general Craufurd se dividió en dos: la de la derecha, encabezada por el mismo, consistía en 4 compañías de la Infantería Ligera y 4 del 95.º con un cañón de 3 libras; la de la izquierda, al mando del coronel Pack, comprendía 5 compañías de la Infantería Ligera y 4 del 95.º con otro cañón de 3".
Holland marchó con Craufurd y sin grandes dificultades alcanzó la ribera torciendo a la izquierda donde se reencontraron con Pack quien se retiraba con fuertes pérdidas. Craufurd hizo tomar la iglesia de Santo Domingo a las 8 de la mañana y se fortificó allí.
Tras rechazar al mediodía una intimación a rendirse, el coronel William Guard con sus granaderos y el mayor Trotter con efectivos de la infantería ligera efectuaron una salida pero sufrieron fuertes bajas y debieron replegarse mientras "el enemigo sufrió escasas bajas:retrocedía o avanzaba sucesivamente, disparando con frialdad y precisión".

A las 16 enviaron un parlamento y poco después Craufurd se entrevistó con "un individuo mal trazado que dijo ser el general Elío".
Craufurd acordó la rendición: "se nos ordenó salir desarmados. Fue un momento amargo para todos nosotros: los soldados tenían los ojos llenos de lágrimas. Se nos hizo marchar a través de la ciudad hasta el Fuerte. Nada podría haber sido más mortificante que nuestro paso por las calles en medio de la chusma que nos había vencido. Eran individuos de piel muy morena, cubiertos de harapos, armados con mosquetes largos y algunos con espadas. No había el menor asomo de orden ni uniformidad entre ellos."
El 10 de julio embarcó en el Saracen (18 cañones, James Prevost), el 11 de julio arribó a aguas de Montevideo y el 12 partió de regreso a Gran Bretaña, desembarcando el 12 de septiembre en Spithead.
A su regreso, el 3 de octubre de 1807 finalmente pudo concretar su casamiento con Charlotte Mary Peters en la iglesia de St.Georges de Beckenham.
El diario de su viaje en la expedición invasora al Río de la Plata resulta de interés por muchas causas, entre ellas porque Holland da nota de la gran cantidad, excelente calidad y bajos precios de los rebaños de vacunos y  equinos, en esa época casi cimarrones o directamente cimarrones,  de Argentina.

### Carrera posterior
El 4 de junio de 1814 fue ascendido a coronel del Regimiento de Infantería N° 134.
En 1821 pasó a media paga y en 1835 pasó a retiro sin paga.
Parte del manuscrito de su diario personal, relacionado con sus viajes por Alemania y con la desastrosa expedición al Río de la Plata, fue posteriormente publicada.
Murió en su casa de Langley Farm el 31 de agosto de 1859 a los 78 años, siendo enterrado en el cementerio de St.Georges Church de esa parroquia.
Uno de sus 15 hijos, el primogénito, Henry Lancelot Holland, nació en Beckenham, Kent, en 1808, se educó en Charterhouse y en Harrow y fue socio de la firma Richards&Co. Henry James, el hijo mayor de Henry Lancelot Holland, estuvo al frente del Banco de Inglaterra y se casó en 1844 con Martha Elizabeth Cator, hija de Peter Cator, esquire de Beckenham, padre también del almirante Ralph Cator.
Otros de sus hijos fueron el reverendo Edward Holland (1811-†1856), quien casó con Elizabeth Anne Honnywill, el reverendo Charles Holland (1816-†1910), quien casó con Emily Torlese, Wilmot (1830-), casado con Margaret Wells,  Louisa (1824-†1858), Caroline, Frederick, Charlote Frances, etc.
Uno de sus descendientes fue el vicealmirante Lancelot Ernest Holland (1887–†1941), comandante de la flota británica en el combate del Estrecho de Dinamarca contra el acorazado Bismarck, durante el que perdió la vida a bordo del crucero de batalla HMS Hood.